# Estadio Hrazdan
El estadio Hrazdan (en armenio: Հրազդան մարզադաշտ) es un estadio multiusos de la ciudad de Ereván, capital de Armenia, construido e inaugurado en 1970. Con el apoyo financiero de la Fundación Calouste Gulbenkian, el estadio fue construido en un notable período de once meses. Es la sede de dos clubes deportivos de fútbol el FC Ararat Yerevan y el Ulisses FC.
El estadio Hrazdan es el mayor recinto deportivo de Armenia y se usa principalmente para la celebración de partidos de fútbol. El estadio es capaz de albergar 54 208 espectadores después de la reconstrucción más reciente en 2008, en la que se instalaron asientos de plástico para que todos los espectadores puedan estar sentados. Antes de la reconstrucción, el estadio Hrazdan era capaz de contener hasta 75 000 espectadores, convirtiéndose en uno de los cinco estadios con mayor capacidad de la Unión Soviética. El estadio fue sede de la final de la Copa de Armenia durante muchas ocasiones, así como la ceremonia de inauguración de los Juegos Pan-armenios en 2003.

## Historia
El estadio fue construido en 1970 y completado en sólo once meses. La inauguración oficial del estadio se llevó a cabo en noviembre del mismo año con la presencia de Leonid Brézhnev. El nuevo estadio fue diseñado para acoger 75 000 espectadores.
Sin embargo, el estadio Hrazdan no organizó su primer partido oficial de fútbol hasta el 19 de mayo de 1971, cuando el Ararat Yerevan derrotó al Kairat Almaty por 1-0.
El estadio fue sede de algunos días de gloria del fútbol armenio durante la era soviética. Los armenios celebraron el histórico doblete conseguido por el Ararat Yerevan del fútbol soviético en 1973 al conquistar la Liga y la Copa Soviética, lo que les permitió jugar en la Copa de Europa. El club consiguió alcanzar los cuartos de final, que perdió ante el futuro campeón Bayern Múnich. En el Olympiastadion el Ararat cayó derrotado con un 2-0, mientras que en Ereván ganó por un histórico 1-0 en el estadio Hrazdan, que acogió la cifra récord de 75 000 espectadores para ver en directo a Franz Beckenbauer, Uli Hoeness o Sepp Maier por primera vez en el Hrazdan. El único gol del partido lo anotó Arkady Andreasyan.

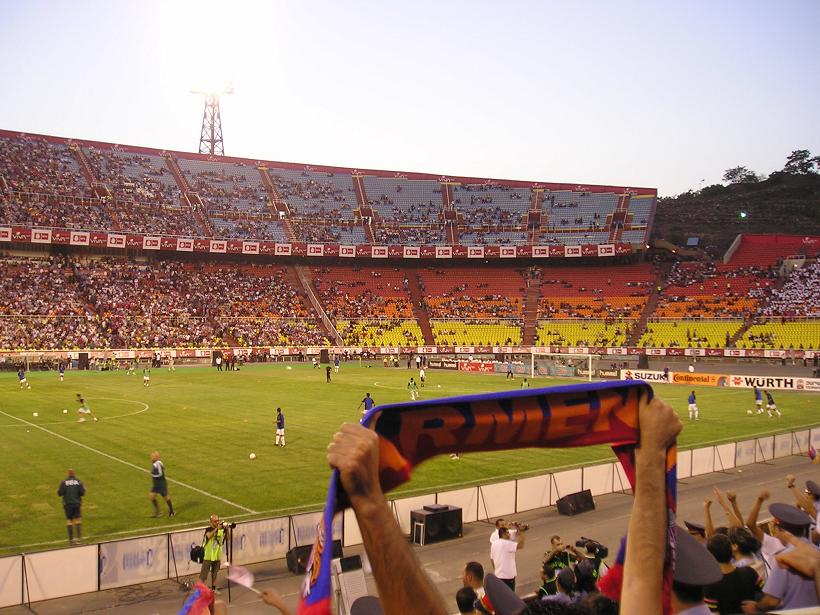
Interior del estadio Hrazdan durante un partido entre Armenia y Turquía.

En 1989, un año después del terremoto de Spitak de 1988 que mató a 25 000 personas y dejó más de 500 000 personas sin hogar, junto con el estallido del movimiento de Karabaj y el auge del nacionalismo, cientos de miles de armenios fueron en busca de algún tipo de desvío temporal de la devastación y sentir la importancia de las actividades nacionalistas. Más de 110 000 aficionados llenaron el estadio Hrazdan para escuchar canciones revolucionarias y patrióticas por el famoso cantante armenio Harout Pamboukjian.
Después de la independencia de Armenia, el estadio fue sede de los partidos de la selección nacional hasta 1999, cuando se remodeló el estadio Republicano, un estadio más pequeño y moderno en el centro de Ereván. El mayor número de espectadores para el equipo nacional se registró el 9 de octubre de 1996, en un partido de clasificación para el Mundial 1998 contra Alemania que terminó en victoria de los alemanes con el resultado de 1-5 y al que asistieron más de 50 000 aficionados.
En 2004 el estadio fue privatizado y vendido a Hrazdan Holding CJSC, que comenzó a establecer un proceso de renovación en 2005. A finales de 2008 el estadio instaló asientos de plástico en todas las gradas y su capacidad total se redujo a 53 849 espectadores.
Poco después de su renovación, el estadio fue sede del partido de Armenia contra Turquía el 6 de septiembre de 2008, que fue el primer partido que Armenia había jugado en el país desde el partido de clasificación para la Eurocopa 2000 contra Francia el 8 de septiembre de 1999. Al crucial partido asistieron los presidentes Serzh Sargsyan y Abdullah Gul, con la presencia de más de 38 000 espectadores.
El estadio también ha sido utilizado como sala de conciertos para la gira mundial 2010 de Tata Simonyan.

## Diseño
La historia del estadio está estrechamente relacionado con la historia del fútbol armenio. El estadio fue construido en un plazo récord de once meses (que es único para este tipo de construcciones) y es el primero en el mundo que se construyó en una zona montañosa.
Los arquitectos del estadio fueron Koryun Hakobian y Gourgen Musheghian de Armenia. El proceso de construcción fue supervisado por el ingeniero Edward Tossunian. El conjunto arquitectónico del estadio fue galardonado con el título de la mejor construcción del año en 1971 y honrado por el gobierno soviético.
Además de las tribunas, el estadio cuenta con 10 niveles con una capacidad de 600 espectadores. "Hrazdan" es servida por 4 torres de iluminación que incluyen 625 proyectores.
Después de la reconstrucción, la UEFA otorgó al estadio Hrazdan la categoría de tres estrellas hasta que la calificación fue reemplazado por un nuevo sistema de clasificación.